# Ángela Cattan
Ángela Cattan Atala (Santiago de Chile, 28 de septiembre de 1944) es una jurista chilena de origen palestino. Es abogada y profesora universitaria chilena.

## Vida pública
Se desempeñó como directora del Departamento de Ciencias del Derecho en la Facultad de Derecho de la Universidad de Chile, que abandonó definitivamente en 1997.
Ejerció como Directora de Escuela de la Facultad de Ciencias Jurídicas y Sociales de la Universidad Central de Chile, con sede en Santiago de Chile, siendo nombrada Decana -en carácter de interina- de dicha Facultad, en marzo de 2008, siendo la primera mujer en ocupar ese cargo en aquella casa de estudios superiores, cargo en el que fue ratificada en agosto de 2009 por el Claustro académico de la Facultad hasta el año 2011.
Es una destacada romanista chilena, discípula de Alamiro de Ávila Martel. Recibió en 1981 la Medalla Andrés Bello de la Universidad de Chile, y en la actualidad forma parte del Instituto Chileno de Historia del Derecho y Derecho Romano y del Instituto Internacional de Historia del Derecho Indiano.
Actualmente es profesora de derecho romano de la Pontificia Universidad Católica de Valparaíso (PUCV), entre otras actividades académicas.

## Publicaciones
- Cattan Atala, Ángela, Vida jurídica práctica contenida en los archivos notariales del Reino de Chile en el siglo XVIII. Memoria de licenciado en ciencias jurídicas y sociales). Universidad de Chile, 1971.
- Cattan Atala, Ángela, Beneficium divi Traiani, en: Revista Chilena de Historia del Derecho 8 (1981) 27-31.
- Cattan Atala, Ángela, La prueba testimonial en el procedimiento formulario, en: Revista Chilena de Historia del Derecho 9 (1983) 25-33.
- Cattan Atala, Ángela / Hanisch, Hugo, El Derecho en un comentario de las Instituciones de Justiniano editadas en el siglo XVIII, en: VII Congreso del Instituto Internacional de Historia del Derecho Indiano, Buenos Aires, 1 al 6 de agosto de 1983: Actas y Estudios, 1984, pags. 211-222.
- Cattan Atala, Ángela, Fideicomiso tácito en la jurisprudencia romana, en: Revista Chilena de Historia del Derecho 10 (1984), 9-16
- Cattan Atala, Ángela / Loyola Novoa, Héctor, Los delatores, en: Revista Chilena de Historia del Derecho 14 (1988) 35-43.
- Cattan Atala, Ángela, Abolición del derecho de retracto en la legislación chilena: en: Anales de la Universidad de Chile. Quinta serie, 20 (1989) 1-18.
- Cattan Atala, Ángela / Pulgar Ximena, Algunas notas sobre la Restitutio in Integrum en la época de Justiniano, en: Revista Chilena de Historia del Derecho 15 (1989) 21-25.
- Cattan Atala, Ángela, El derecho romano y la libertad de los indios en el nuevo mundo Revista Chilena Historia del Derecho N.º 17,1992-1993, 23 – 27.
- Cattan Atala, Ángela, La invocación del Senadoconsulto Veleyano en América / Angela Cattan Atala. Revista Chilena de Historia del Derecho 16 (1990-1991) 59 – 65.
- Cattan Atala, Ángela, La restitutio in integrum en el derecho indiano, en: Memoria del X Congreso del Instituto Internacional de Historia del Derecho Indiano, (1995) 209-222.